# Jon Larsen
Jon Larsen (13. juli 1970) er en dansk trommeslager. Han har været medlem af det danske heavy metalband Volbeat siden dannelsen i 2001. Han har medvirket på samtlige albums.
Da Michael Poulsen havde forladt Dominus og havde skrevet en række sange kontaktede han Larsen, som han havde kendt i lang tid.
| Citat                                   | Det hele startede med, at jeg havde en håndfuld sange, efter jeg opløste Dominus. Jeg ringede til Jon, som jeg har kendt altid og spurgte, om ikke vi skulle støve hans gamle trommer af. Til alt held for mig, virkede det som om, Jon vidste, hvad det var, jeg ville. | Citat |
| Michael Poulsen om dannelsen af Volbeat | |       |

Larsen og Poulsen havde tidligere spillet sammen i deres fritid, og Larsen "kendte, og kom til at kende min [Poulsens] spillestil ret hurtigt, og det gjorde det meget nemt for os at få sangene til at svinge ret hurtigt."
I 2017 tjente Larsen knap 14 millioner på Volbeat.

## Diskografi

### Med Volbeat
- 2005: The Strength / The Sound / The Songs
- 2007: Rock The Rebel / Metal The Devil
- 2008: Guitar Gangsters & Cadillac Blood
- 2010: Beyond Hell/Above Heaven
- 2013: Outlaw Gentlemen & Shady Ladies
- 2016: Seal the Deal & Let's Boogie
- 2019: Rewind, Replay, Rebound
- 2021: Servant of the Mind
- 2025: God of Angels Trust

## Udstyr
Larsen benytter Pearl Drums og bækkener af mærket Paiste.

### Tidligere tour-udstyr (2009–10)
- Trommer – Pearl Drums Metallic Black Blend[5]
  - 22" × 18" Bass Drum × 2 (MRP2218BX/C)
  - 12" × 10" Tom (MRP1210T/C)
  - 13" × 11" Tom (MRP1311T/C)
  - 14" × 12" Tom (MRP1412T/C)
  - 15" × 13" Tom (MRP1513T/C)
  - 16" × 16" Floor Tom (MRP1616F/C)
  - 18" × 16" Floor Tom (MRP1816F/C)
  - 14" × 6.5" Snare Drum (DGS BZ1465)

- Bækken – Anatolian Cymbals[6][7]
  - 18" Baris Crash
  - 14" Expression Hihat
  - 17" Ultimate Crash
  - 18" Ultimate China
  - 18" Expression Crash
  - 19" Ultimate Crash
  - 18" Ultimate China
  - 14" Ultimate Hihat
  - 18" Espression Crash
  - 22" Natural Ride
  - 18" Ultimate Crash

### Nuværende tour-udstyr (2013 -)
- Trommer – Pearl Drums Masters Premium Legend SST Series[5]
  - 22" × 20" Bass Drum × 2
  - 10" × 10" Tom
  - 12" × 10" Tom
  - 13" × 11" Tom
  - 14" × 12" Tom
  - 16" × 14" Floor Tom
  - 16" × 16" Floor Tom
  - 18" × 16" Floor Tom
  - 14" x 8" Kapur/Fiberglass Hybrid Exotic Snare

- Bækken – Paiste
  - 18" Signature Reflector Heavy Full Crash
  - 19" Signature Power Crash
  - 14" Twenty Custom Collection Metal Hats
  - 18" Twenty Custom Metal China
  - 18" 2002 Power Crash × 2
  - 18" Twenty Custom Metal China
  - 13" Signature Mega Cup Chime
  - 22" Twenty Custom Collection Metal Ride
  - 14" 2002 Wild Hats
  - 19" Twenty Custom Collection Metal Crash
  - 18" Signature Reflector Heavy Full Crash

Trommestikker
- Pro-Mark TX419W
- Pro-Mark Bionic Drummer Gloves

Trommeskind - Evans
- Onyx
- EQ3 Clear
- 300
- Resonant Black